# Gregory B. Waldis

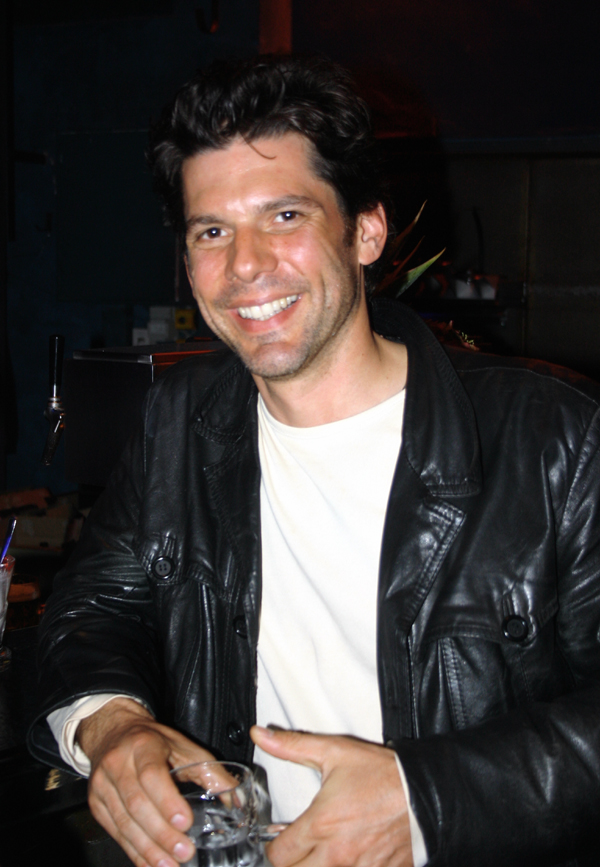
Gregory B. Waldis (2006)

Gregory Brian Waldis (* 27. Dezember 1967 in Los Angeles) ist ein Schweizer Schauspieler, der vor allem durch seine Hauptrolle als Alexander Saalfeld in der ARD-Telenovela Sturm der Liebe bekannt wurde.

## Leben
Bevor Waldis von 1994 bis 1996 die Schauspielschule der Theaterwerkstatt Mainz besuchte, hatte er schon in verschiedenen anderen Berufsgruppen gearbeitet. Seit 2002 trainiert er an der Internationalen Filmschule Köln. Nebenberuflich betätigt er sich als Fotograf, insbesondere interessiert ihn dabei die Authentizität vor der Kamera.
Von September 2005 (Folge 1) bis Januar 2007 (Folge 313) spielte er in der ersten Staffel der ARD-Telenovela Sturm der Liebe die Rolle des Alexander Saalfeld, welcher der männliche Part des Protagonisten-Paares war. Zwischen 2012 und 2018 hatte er drei Gastauftritte in der Serie.
Von August 2015 (Folge 2011) bis Mai 2016 (Folge 2199) war Waldis in der Rolle des Volker Carstens als Antagonist der 12. Staffel der ARD-Telenovela Rote Rosen zu sehen. Von Oktober bis November 2016 kehrte er für einen Gastauftritt in die Serie zurück.
Waldis wirkte als Schauspieler vor der Kamera bislang in mehr als 30 Film-und-Fernsehproduktionen mit.
Waldis lebt in Berlin. Neben seiner Muttersprache Deutsch spricht er auch fließend Englisch.

## Filmografie
- 1995–1996: Unter uns (Fernsehserie)
- 1996: Jede Menge Leben (Fernsehserie)
- 1996–2003: Verbotene Liebe (Fernsehserie)
- 1997: Das erste Semester
- 1997: Geliebte Schwestern (Fernsehserie)
- 1999: Mueller X (Kurzfilm)
- 2001: Lammbock – Alles in Handarbeit
- 2001: Streit (Kurzfilm)
- 2001–2012: SOKO München (Fernsehserie, 4 Folgen, verschiedene Rollen)
- 2002: Das Klassentreffen
- 2002: Solanine (Kurzfilm)
- 2002–2004: Hinter Gittern – Der Frauenknast (Fernsehserie)
- 2002: Do It Like Michael Caine (Kurzfilm)
- 2003: Die Wache (Fernsehserie, 1 Folge)
- 2003: Der Poet (Kurzfilm)
- 2004: SOKO Köln (Fernsehserie, 1 Folge)
- 2004: Warte bis der Arzt kommt (Kurzfilm)
- 2005–2007, 2012, 2014, 2018: Sturm der Liebe (Fernsehserie)
- 2006: Final Contract: Death on Delivery
- 2008: Utta Danella – Wenn Träume fliegen (TV-Reihe)
- 2008: Tag und Nacht (Fernsehserie, 8 Folgen)
- 2009–2014: Die Rosenheim-Cops (Fernsehserie, 2 Folgen, verschiedene Rollen)
- 2010: Impasse du desir
- 2011: Mein großer linker Zeh
- 2011: Parallel (Kurzfilm)
- 2013: Der Staatsanwalt (Fernsehserie, 1 Folge)
- 2013: Tierärztin Dr. Mertens (Fernsehserie, 12 Folgen)
- 2014: Jäger und Gejagte (Kurzfilm)
- 2015: Der Bestatter (Fernsehserie, 1 Folge)
- 2015: Wilsberg: Bauch, Beine, Po (TV-Reihe)
- 2015: Train Station
- 2015–2016: Rote Rosen (Fernsehserie)
- 2017: Bad Sheriff
- 2018: Ein Sommer auf Mallorca
- 2018: 8 Remains
- 2022: Geschlossene Gesellschaft
- 2024: Blutige Anfänger (Fernsehserie, 1 Folge)

## Theater (Auswahl)
- Die Entdeckung der Currywurst (Freies Werkstatt Theater Köln)
- Tunnelmenschen (Freies Werkstatt Theater Köln)
- Leo (Theater im Bauturm, Köln)
- Kolls letzter Anruf (Stadttheater Fürth)